# Wams
Das Wams (Plural Wämser) wurde als Teil der männlichen und später auch weiblichen Oberbekleidung während des Mittelalters und der frühen Neuzeit bis um 1700 getragen und war ein Vorläufer der heutigen Weste.

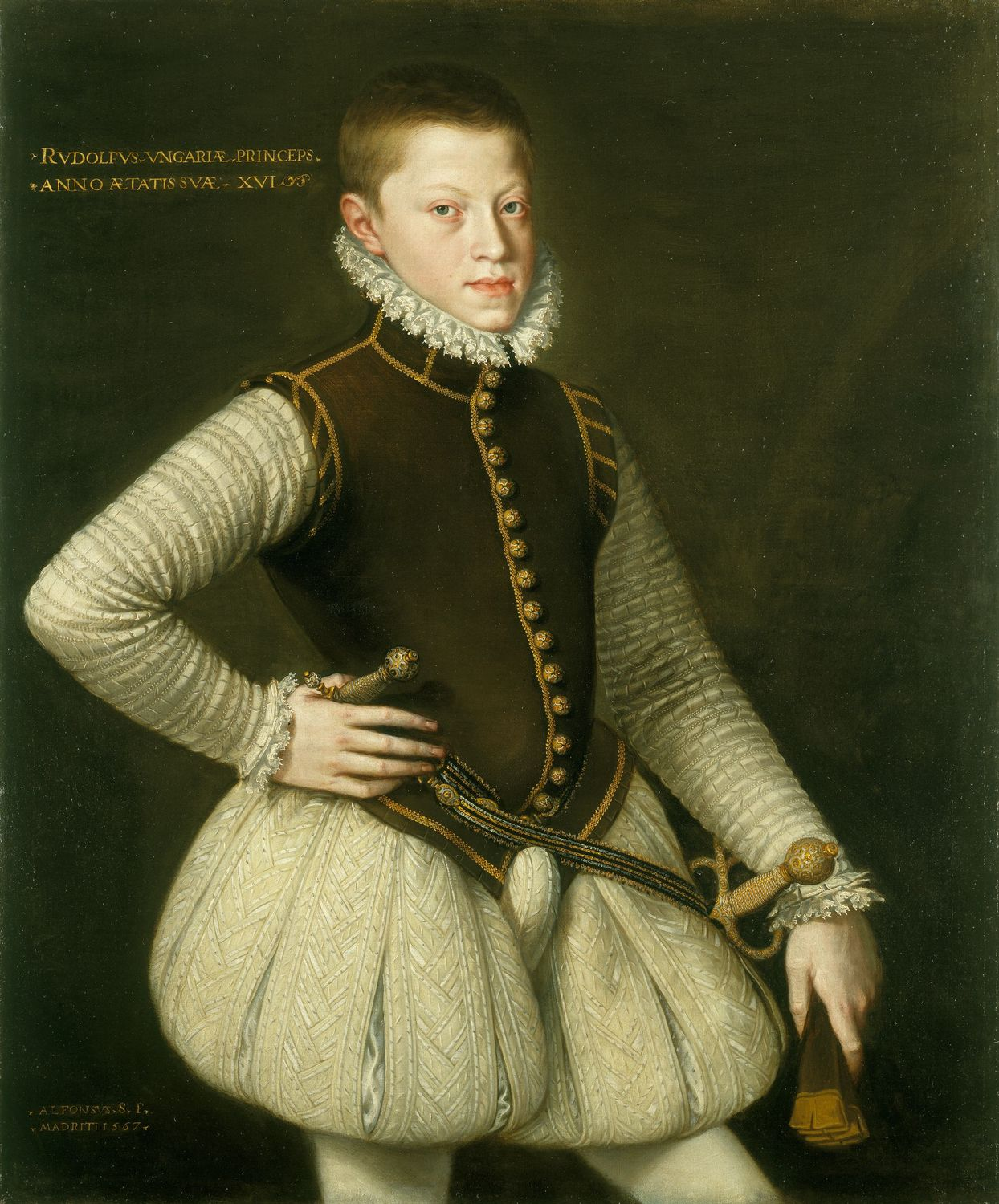
Erzherzog Rudolf im Alter von 15 Jahren mit spanischem Wams, Pluderhose und Schamkapsel

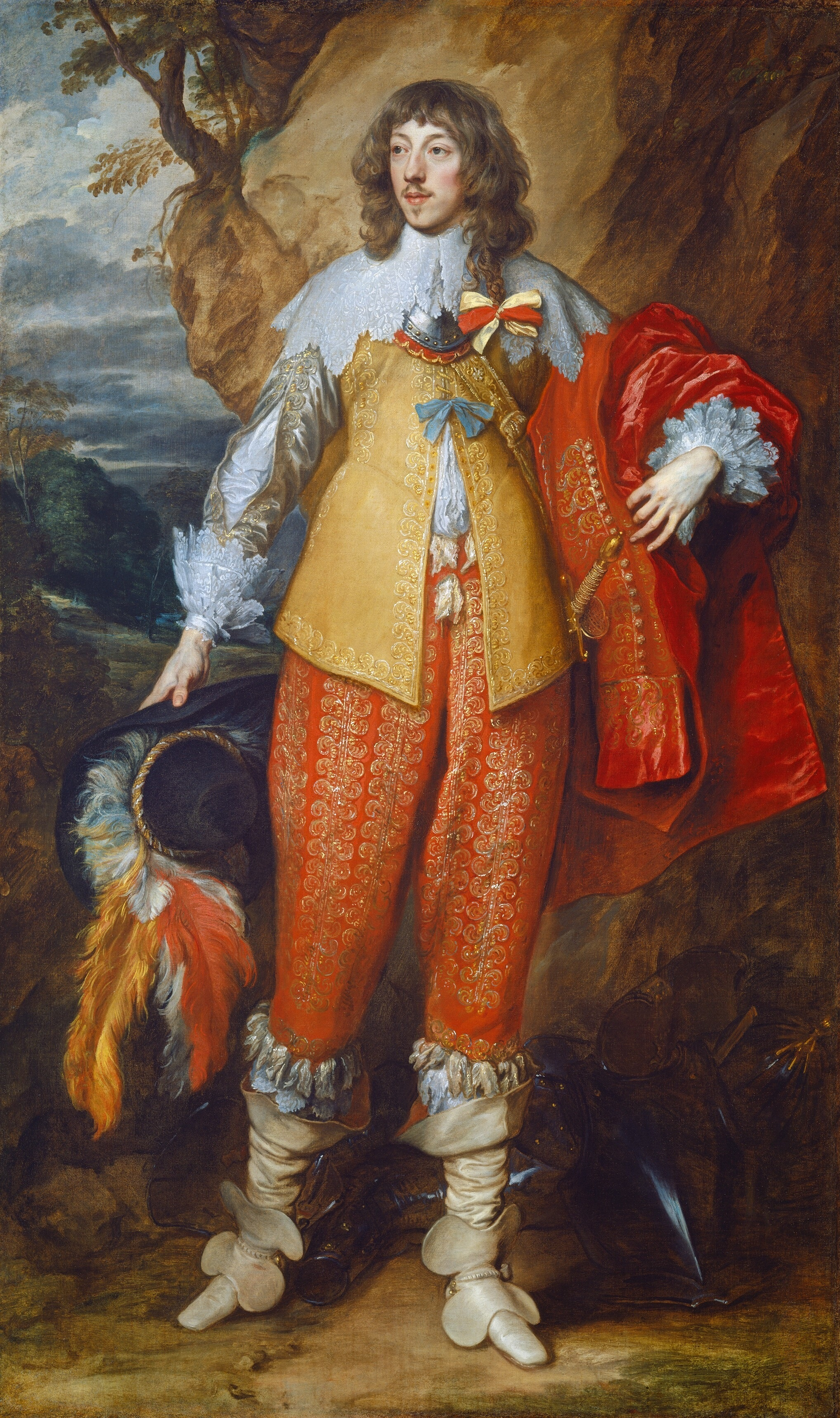
Heinrich II. von Guise mit Wams, Halsberge, Koller, Spitzenkragen und Waffenrock

Spätform des Wams nach der Rheingrafenmode, links getragen unter Justaucorps

## Entwicklung
Seit etwa 1200 sind Begriffe wie wambeis, wambois oder wambîs belegt. Zweisilbige Formen wie Wammes oder Wammest sind noch bis ins 18. Jahrhundert üblich. Ursprünglich handelte es sich bei einem Wams um die Unterjacke der fränkischen Panzerreiter, die zur Polsterung unter der Rüstung getragen wurde. Das Wams wurde im 13. Jahrhundert auch von Bauern getragen, fand im 14. Jahrhundert Aufnahme in die Kleidung des Bürgertums und verdrängte die Tunika; bis etwa 1500 wurde aber immer ein Überrock darüber getragen.
Um 1500 verselbständigte sich das nun von der früheren Oberbekleidung emanzipierte, unter der offenen Schaube in verschiedenen Formen und wechselnden Ausschnitten und kostbar ausgestatteten Ärmeln getragene Wams als Kleidungsstück im Zuge der Spanischen Mode. Zum Wams, beziehungsweise am Wams angenestelt, trug der aristokratische Mann die mit Werg, Kleie oder Rosshaar ausgestopfte Pluderhose, die – nur oberschenkellang – die Beine kugelförmig umschloss. Der einfache Bürger trug unausgestopfte, kaum knielange Hosen aus Wollstoff.
Ein etwa im 15. Jahrhundert getragenes Oberkleid in der Art eines Wamses wird als Gippe oder Joppe bezeichnet.
Um 1600 tritt das Wams auch in der Frauenmode auf. Im 17. Jahrhundert wurde das Wams immer offener getragen, durch die Einführung des Justaucorps in der 2. Hälfte des Jahrhunderts entwickelte sich das Wams durch Wegfall von Ärmel und Schößen zur Weste, war aber noch bis ins frühe 19. Jahrhundert Bestandteil bäuerlicher Kleidung.